# Следлог
Следло̀гът е вид прилог, както предлога. Следлози съществуват в езици като турския, финския и т.н., в повечето случаи натрупващи езици, а не аналитични такива.

## Примери

### Примери от турски:
üzere - както следва
görüşmek üzere - до скоро

### Примери от фински:
jälkeen - след
sen jälkeen - след това
т.е. обратно на българския (аналитичен език), където се използва предлог (след), вместо следлог (jälkeen).